# Exalloniscus thailandensis
Exalloniscus thailandensis är en kräftdjursart som beskrevs av Henri Dalens 1987. Exalloniscus thailandensis ingår i släktet Exalloniscus och familjen Oniscidae. Inga underarter finns listade i Catalogue of Life.